# Leader of the House of Lords
Leader of the House of Lords is de fractieleider van de regerende partij in het Hogerhuis van het Verenigd Koninkrijk. De Leader of the House of Lords maakt ook deel uit van het kabinet en bekleed daarnaast ook een andere functie in het kabinet. De huidige Leader of the House of Lords in het kabinet-Starmer is Baroness Smith Angela Smith die daarnaast ook de functie van Lord Privy Seal bekleed.

## Leader of the House of Lords van het Verenigd Koninkrijk (1846–heden)
| Leader of the House of Lords                      | Leader of the House of Lords  | Leader of the House of Lords                                       | Ambtstermijn                                 | Ambtstermijn                                | Partij                 | Premier                                         | Kabinet                                                                                | Overige functie(s) |
| ------------------------------------------------- | ----------------------------- | ------------------------------------------------------------------ | -------------------------------------------- | ------------------------------------------- | ---------------------- | ----------------------------------------------- | -------------------------------------------------------------------------------------- | --- |
|                                                   | Henry Petty-Fitzmaurice       | Markies van Lansdowne Henry Petty- Fitzmaurice (1780–1863)         | 30 juni 1846                                 | 22 februari 1852                            | Whig Party             | John Russell (1846–1852)                        | Russell I                                                                              | Lord President of the Council |
|                                                   | Edward Smith-Stanley          | Graaf van Derby Edward Smith-Stanley (1799–1869)                   | 22 februari 1852                             | 28 december 1852                            | Conservative Party     | Edward Smith-Stanley (1852)                     | Smith-Stanley I                                                                        | Premier |
|                                                   | George Hamilton-Gordon        | Graaf van Aberdeen George Hamilton- Gordon (1784–1860)             | 28 december 1852                             | 6 februari 1855                             | Peelite                | George Hamilton -Gordon (1852–1855)             | Hamilton-Gordon                                                                        | Premier |
|                                                   | Granville Leveson-Gower       | Graaf Granville Granville Leveson-Gower (1815–1891)                | 6 februari 1855                              | 20 februari 1858                            | Whig Party             | Henry John Temple (1855–1858)                   | Temple I                                                                               | Lord President of the Council |
|                                                   | Edward Smith-Stanley          | Graaf van Derby Edward Smith-Stanley (1799–1869)                   | 20 februari 1858                             | 12 juni 1859                                | Conservative Party     | Edward Smith-Stanley (1858–1859)                | Smith-Stanley II                                                                       | Premier |
|                                                   | Granville Leveson-Gower       | Graaf Granville Granville Leveson-Gower (1815–1891)                | 12 juni 1859                                 | 18 oktober 1865                             | Liberal Party          | Henry John Temple (1859–1865)                   | Temple II                                                                              | Lord President of the Council |
|                                                   | John Russell                  | Graaf Russell John Russell (1792–1878)                             | 18 oktober 1865                              | 28 juni 1866                                | Liberal Party          | John Russell (1865–1866)                        | Russell II                                                                             | Premier |
|                                                   | Edward Smith-Stanley          | Graaf van Derby Edward Smith-Stanley (1799–1869)                   | 28 juni 1866                                 | 27 februari 1868                            | Conservative Party     | Edward Smith-Stanley (1866–1868)                | Smith-Stanley III                                                                      | Premier |
|                                                   | James Harris                  | Graaf van Malmesbury James Harris (1807–1889)                      | 27 februari 1868                             | 3 december 1868                             | Conservative Party     | Benjamin Disraeli (1868)                        | Disraeli I                                                                             | Lord Privy Seal |
|                                                   | Granville Leveson-Gower       | Graaf Granville Granville Leveson-Gower (1815–1891)                | 3 december 1868                              | 20 februari 1874                            | Liberal Party          | William Ewart Gladstone (1868–1874)             | Gladstone I                                                                            | Minister voor Koloniale Zaken (1868–1871)                                                                                         |
| Minister van Buitenlandse Zaken (1870–1874)       | Granville Leveson-Gower       | Graaf Granville Granville Leveson-Gower (1815–1891)                | 3 december 1868                              | 20 februari 1874                            | Liberal Party          | William Ewart Gladstone (1868–1874)             | Gladstone I                                                                            | |
|                                                   | Charles Gordon-Lennox         | Hertog van Richmond Charles Gordon-Lennox (1818–1903)              | 20 februari 1874                             | 22 augustus 1876                            | Conservative Party     | Benjamin Disraeli (1874–1880)                   | Disraeli II                                                                            | Lord President of the Council |
|                                                   | Benjamin Disraeli             | Graaf van Beaconsfield Benjamin Disraeli (1804–1881)               | 22 augustus 1876                             | 23 april 1880                               | Conservative Party     | Benjamin Disraeli (1874–1880)                   | Disraeli II                                                                            | Premier |
|                                                   | Granville Leveson-Gower       | Graaf Granville Granville Leveson-Gower (1815–1891)                | 23 april 1880                                | 23 juni 1885                                | Liberal Party          | William Ewart Gladstone (1880–1885)             | Gladstone II                                                                           | Minister van Buitenlandse Zaken                                                                                                   |
|                                                   | Robert Gascoyne-Cecil         | Markies van Salisbury Robert Gascoyne-Cecil (1830–1903)            | 23 juni 1885                                 | 28 januari 1886                             | Conservative Party     | Robert Gascoyne-Cecil (1885–1886)               | Gascoyne-Cecil I                                                                       | Premier |
| Minister van Buitenlandse Zaken                   | Robert Gascoyne-Cecil         | Markies van Salisbury Robert Gascoyne-Cecil (1830–1903)            | 23 juni 1885                                 | 28 januari 1886                             | Conservative Party     | Robert Gascoyne-Cecil (1885–1886)               | Gascoyne-Cecil I                                                                       | |
|                                                   | Granville Leveson-Gower       | Graaf Granville Granville Leveson-Gower (1815–1891)                | 28 januari 1886                              | 20 juli 1886                                | Liberal Party          | William Ewart Gladstone (1886)                  | Gladstone III                                                                          | Minister voor Koloniale Zaken |
|                                                   | Robert Gascoyne-Cecil         | Markies van Salisbury Robert Gascoyne-Cecil (1830–1903)            | 20 juli 1886                                 | 15 augustus 1892                            | Conservative Party     | Robert Gascoyne-Cecil (1886–1892)               | Gascoyne-Cecil II                                                                      | Premier |
| Minister van Buitenlandse Zaken (1887–1892)       | Robert Gascoyne-Cecil         | Markies van Salisbury Robert Gascoyne-Cecil (1830–1903)            | 20 juli 1886                                 | 15 augustus 1892                            | Conservative Party     | Robert Gascoyne-Cecil (1886–1892)               | Gascoyne-Cecil II                                                                      | |
|                                                   | John Wodehouse                | Graaf Kimberley John Wodehouse (1826–1902)                         | 15 augustus 1892                             | 5 maart 1894                                | Liberal Party          | William Ewart Gladstone (1892–1894)             | Gladstone IV                                                                           | Lord President of the Council |
| Minister voor Brits-Indië                         | John Wodehouse                | Graaf Kimberley John Wodehouse (1826–1902)                         | 15 augustus 1892                             | 5 maart 1894                                | Liberal Party          | William Ewart Gladstone (1892–1894)             | Gladstone IV                                                                           | |
|                                                   | Archibald Primrose            | Graaf van Rosebery Archibald Primrose (1847–1929)                  | 5 maart 1894                                 | 25 juni 1895                                | Liberal Party          | Archibald Primrose (1894–1895)                  | Primrose                                                                               | Premier |
| Lord President of the Council                     | Archibald Primrose            | Graaf van Rosebery Archibald Primrose (1847–1929)                  | 5 maart 1894                                 | 25 juni 1895                                | Liberal Party          | Archibald Primrose (1894–1895)                  | Primrose                                                                               | |
|                                                   | Robert Gascoyne-Cecil         | Markies van Salisbury Robert Gascoyne-Cecil (1830–1903)            | 25 juni 1895                                 | 12 juli 1902                                | Conservative Party     | Robert Gascoyne-Cecil (1895–1902)               | Gascoyne-Cecil III                                                                     | Premier (1895–1902) Minister van Buitenlandse Zaken (1895–1900)                                                                   |
| Gascoyne-Cecil IV                                 | Robert Gascoyne-Cecil         | Markies van Salisbury Robert Gascoyne-Cecil (1830–1903)            | 25 juni 1895                                 | 12 juli 1902                                | Conservative Party     | Robert Gascoyne-Cecil (1895–1902)               | Premier (1895–1902) Lord Privy Seal (1900–1902)                                        | |
|                                                   | Spencer Cavendish             | Hertog van Devonshire Spencer Cavendish (1833–1908)                | 12 juli 1902                                 | 19 oktober 1903                             | Liberal Unionist Party | Arthur Balfour (1902–1905)                      | Balfour                                                                                | Lord President of the Council |
|                                                   | Henry Petty-Fitzmaurice       | Markies van Lansdowne Henry Petty- Fitzmaurice (1845–1927)         | 19 oktober 1903                              | 5 december 1905                             | Liberal Unionist Party | Arthur Balfour (1902–1905)                      | Balfour                                                                                | Minister van Buitenlandse Zaken                                                                                                   |
|                                                   | George Robinson               | Markies van Ripon George Robinson (1827–1909)                      | 10 december 1905                             | 8 april 1908                                | Liberal Party          | Henry Campbell- Bannerman (1905–1908)           | Campbell- Bannerman                                                                    | Lord Privy Seal |
|                                                   | Robert Crewe-Milnes           | Markies van Crewe Robert Crewe-Milnes (1858–1945)                  | 8 april 1908                                 | 7 december 1916                             | Liberal Party          | Herbert Henry Asquith (1908–1916)               | Asquith I                                                                              | Minister voor Koloniale Zaken (1908–1910) Lord Privy Seal (1908–1911, 1912–1915) Minister voor Brits-Indië (1910–1911, 1911–1915) |
| Asquith II                                        | Robert Crewe-Milnes           | Markies van Crewe Robert Crewe-Milnes (1858–1945)                  | 8 april 1908                                 | 7 december 1916                             | Liberal Party          | Herbert Henry Asquith (1908–1916)               |                                                                                        | Minister voor Koloniale Zaken (1908–1910) Lord Privy Seal (1908–1911, 1912–1915) Minister voor Brits-Indië (1910–1911, 1911–1915) |
| Asquith III                                       | Robert Crewe-Milnes           | Markies van Crewe Robert Crewe-Milnes (1858–1945)                  | 8 april 1908                                 | 7 december 1916                             | Liberal Party          | Herbert Henry Asquith (1908–1916)               |                                                                                        | Minister voor Koloniale Zaken (1908–1910) Lord Privy Seal (1908–1911, 1912–1915) Minister voor Brits-Indië (1910–1911, 1911–1915) |
| Asquith IV                                        | Robert Crewe-Milnes           | Markies van Crewe Robert Crewe-Milnes (1858–1945)                  | 8 april 1908                                 | 7 december 1916                             | Liberal Party          | Herbert Henry Asquith (1908–1916)               | Lord President of the Council Minister van Handel (1916) Minister van Onderwijs (1916) | |
|                                                   | George Curzon                 | Markies van Curzon van Kedleston George Curzon (1859–1925)         | 7 december 1916                              | 22 januari 1924                             | Conservative Party     | David Lloyd George (1916–1922)                  | Lloyd George I                                                                         | Lord President of the Council (1916–1919)                                                                                         |
| Lloyd George II                                   | George Curzon                 | Markies van Curzon van Kedleston George Curzon (1859–1925)         | 7 december 1916                              | 22 januari 1924                             | Conservative Party     | David Lloyd George (1916–1922)                  |                                                                                        | Lord President of the Council (1916–1919)                                                                                         |
| Bonar Law (1922–1923)                             | George Curzon                 | Markies van Curzon van Kedleston George Curzon (1859–1925)         | 7 december 1916                              | 22 januari 1924                             | Conservative Party     | Law                                             | Minister van Buitenlandse Zaken (1919–1924)                                            | |
| Stanley Baldwin (1923–1924)                       | George Curzon                 | Markies van Curzon van Kedleston George Curzon (1859–1925)         | 7 december 1916                              | 22 januari 1924                             | Conservative Party     | Baldwin I                                       | Minister van Buitenlandse Zaken (1919–1924)                                            | |
|                                                   | Richard Haldane               | Burggraaf Haldane Richard Haldane (1856–1928)                      | 22 januari 1924                              | 3 november 1924                             | Labour Party           | Ramsay MacDonald                                | MacDonald I                                                                            | Lord Chancellor |
|                                                   | George Curzon                 | Markies van Curzon van Kedleston George Curzon (1859–1925)         | 4 november 1924                              | 20 maart 1925                               | Conservative Party     | Stanley Baldwin (1924–1929)                     | Baldwin II                                                                             | Lord President of the Council |
| Vacant                                            |                               |                                                                    |                                              |                                             |                        | Stanley Baldwin (1924–1929)                     | Baldwin II                                                                             | |
|                                                   | James Gascoyne-Cecil          | Markies van Salisbury James Gascoyne- Cecil (1861–1947)            | 27 april 1925                                | 5 juni 1929                                 | Conservative Party     | Stanley Baldwin (1924–1929)                     | Baldwin II                                                                             | Lord Privy Seal |
|                                                   | Charles Cripps                | Baron Parmoor Charles Cripps (1852–1941)                           | 5 juni 1929                                  | 26 augustus 1931                            | Labour Party           | Ramsay MacDonald (1929–1935)                    | MacDonald II                                                                           | Lord President of the Council |
|                                                   | Rufus Isaacs                  | Markies van Reading Rufus Isaacs (1860–1935)                       | 26 augustus 1931                             | 5 november 1931                             | Liberal Party          | Ramsay MacDonald (1929–1935)                    | MacDonald III (Nationaal Kabinet I)                                                    | Minister van Buitenlandse Zaken                                                                                                   |
|                                                   | Douglas Hogg                  | Burggraaf Hailsham Douglas Hogg (1872–1950)                        | 5 november 1931                              | 7 juni 1935                                 | Conservative Party     | Ramsay MacDonald (1929–1935)                    | MacDonald IV (Nationaal Kabinet II)                                                    | Minister van Oorlog |
|                                                   | Charles Vane-Tempest-Stewart  | Markies van Londonderry Charles Vane- Tempest- Stewart (1878–1949) | 7 juni 1935                                  | 22 november 1935                            | Conservative Party     | Stanley Baldwin (1935–1937)                     | Baldwin III (Nationaal Kabinet III)                                                    | Lord Privy Seal |
|                                                   | Edward Wood                   | Burggraaf Halifax Edward Wood (1881–1959)                          | 22 november 1935                             | 21 februari 1938                            | Conservative Party     | Stanley Baldwin (1935–1937)                     | Baldwin III (Nationaal Kabinet III)                                                    | Lord Privy Seal (1935–1937) |
| Lord President of the Council (1937–1938)         | Edward Wood                   | Burggraaf Halifax Edward Wood (1881–1959)                          | 22 november 1935                             | 21 februari 1938                            | Conservative Party     | Stanley Baldwin (1935–1937)                     | Baldwin III (Nationaal Kabinet III)                                                    | |
| Neville Chamberlain (1937–1940)                   | Edward Wood                   | Burggraaf Halifax Edward Wood (1881–1959)                          | 22 november 1935                             | 21 februari 1938                            | Conservative Party     | Chamberlain I (Nationaal Kabinet IV)            |                                                                                        | |
| Neville Chamberlain (1937–1940)                   |                               | James Stanhope                                                     | Graaf Stanhope James Stanhope (1880–1967)    | 21 februari 1938                            | 10 mei 1940            | Chamberlain I (Nationaal Kabinet IV)            | Conservative Party                                                                     | Minister van Onderwijs (1938) First Lord of the Admiralty (1938–1939)                                                             |
| Neville Chamberlain (1937–1940)                   | Chamberlain II                | James Stanhope                                                     | Graaf Stanhope James Stanhope (1880–1967)    | 21 februari 1938                            | 10 mei 1940            | Lord President of the Council (1939–1940)       | Conservative Party                                                                     | |
|                                                   | Thomas Inskip                 | Burggraaf Caldecote Thomas Inskip (1876–1947)                      | 10 mei 1940                                  | 3 oktober 1940                              | Conservative Party     | Winston Churchill (1951–1955)                   | Churchill I                                                                            | Minister voor Dominion Zaken |
|                                                   | Edward Wood                   | Burggraaf Halifax Edward Wood (1881–1959)                          | 3 oktober 1940                               | 22 december 1940                            | Conservative Party     | Winston Churchill (1951–1955)                   | Churchill I                                                                            | Minister van Buitenlandse Zaken                                                                                                   |
|                                                   | George Lloyd                  | Baron Lloyd George Lloyd (1879–1941)                               | 22 december 1940                             | 4 februari 1941                             | Conservative Party     | Winston Churchill (1951–1955)                   | Churchill I                                                                            | Minister van Koloniale Zaken |
| Vacant                                            |                               |                                                                    |                                              |                                             |                        | Winston Churchill (1951–1955)                   | Churchill I                                                                            | |
|                                                   | Walter Guinness               | Baron Moyne Walter Guinness (1880–1944)                            | 8 februari 1941                              | 21 februari 1942                            | Conservative Party     | Winston Churchill (1951–1955)                   | Churchill I                                                                            | Minister van Koloniale Zaken |
|                                                   | Robert Gascoyne-Cecil         | Markies van Salisbury Robert Gascoyne- Cecil (1893–1972)           | 21 februari 1942                             | 26 juli 1945                                | Conservative Party     | Winston Churchill (1951–1955)                   | Churchill I                                                                            | Lord Privy Seal (1942–1943) |
| Minister van Koloniale Zaken (1942)               | Robert Gascoyne-Cecil         | Markies van Salisbury Robert Gascoyne- Cecil (1893–1972)           | 21 februari 1942                             | 26 juli 1945                                | Conservative Party     | Winston Churchill (1951–1955)                   | Churchill I                                                                            | |
| Minister voor Dominion Zaken (1943–1945)          | Robert Gascoyne-Cecil         | Markies van Salisbury Robert Gascoyne- Cecil (1893–1972)           | 21 februari 1942                             | 26 juli 1945                                | Conservative Party     | Winston Churchill (1951–1955)                   | Churchill I                                                                            | |
| Churchill II                                      | Robert Gascoyne-Cecil         | Markies van Salisbury Robert Gascoyne- Cecil (1893–1972)           | 21 februari 1942                             | 26 juli 1945                                | Conservative Party     | Winston Churchill (1951–1955)                   |                                                                                        | |
|                                                   | Christopher Addison           | Burggraaf Addison Christopher Addison (1869–1951)                  | 26 juli 1945                                 | 26 oktober 1951                             | Labour Party           | Clement Attlee (1945–1951)                      | Attlee I                                                                               | Minister voor Dominion Zaken (1945–1947)                                                                                          |
| Minister voor Gemenebest Zaken (1947)             | Christopher Addison           | Burggraaf Addison Christopher Addison (1869–1951)                  | 26 juli 1945                                 | 26 oktober 1951                             | Labour Party           | Clement Attlee (1945–1951)                      | Attlee I                                                                               | |
| Lord Privy Seal (1947–1951)                       | Christopher Addison           | Burggraaf Addison Christopher Addison (1869–1951)                  | 26 juli 1945                                 | 26 oktober 1951                             | Labour Party           | Clement Attlee (1945–1951)                      | Attlee I                                                                               | |
| Thesaurier-generaal (1948–1949)                   | Christopher Addison           | Burggraaf Addison Christopher Addison (1869–1951)                  | 26 juli 1945                                 | 26 oktober 1951                             | Labour Party           | Clement Attlee (1945–1951)                      | Attlee I                                                                               | |
| Attlee II                                         | Christopher Addison           | Burggraaf Addison Christopher Addison (1869–1951)                  | 26 juli 1945                                 | 26 oktober 1951                             | Labour Party           | Clement Attlee (1945–1951)                      | Lord President of the Council (1951)                                                   | |
|                                                   | Robert Gascoyne-Cecil         | Markies van Salisbury Robert Gascoyne- Cecil (1893–1972)           | 26 oktober 1951                              | 29 maart 1957                               | Conservative Party     | Winston Churchill (1951–1955)                   | Churchill III                                                                          | Lord Privy Seal (1951–1952) |
| Minister voor Gemenebest Zaken (1952)             | Robert Gascoyne-Cecil         | Markies van Salisbury Robert Gascoyne- Cecil (1893–1972)           | 26 oktober 1951                              | 29 maart 1957                               | Conservative Party     | Winston Churchill (1951–1955)                   | Churchill III                                                                          | |
| Lord President of the Council (1952–1957)         | Robert Gascoyne-Cecil         | Markies van Salisbury Robert Gascoyne- Cecil (1893–1972)           | 26 oktober 1951                              | 29 maart 1957                               | Conservative Party     | Winston Churchill (1951–1955)                   | Churchill III                                                                          | |
| Anthony Eden (1955–1957)                          | Robert Gascoyne-Cecil         | Markies van Salisbury Robert Gascoyne- Cecil (1893–1972)           | 26 oktober 1951                              | 29 maart 1957                               | Conservative Party     | Eden                                            |                                                                                        | |
| Harold Macmillan (1957–1963)                      | Robert Gascoyne-Cecil         | Markies van Salisbury Robert Gascoyne- Cecil (1893–1972)           | 26 oktober 1951                              | 29 maart 1957                               | Conservative Party     | Macmillan I                                     |                                                                                        | |
| Harold Macmillan (1957–1963)                      |                               | Alec Douglas-Home                                                  | Graaf van Home Alec Douglas-Home (1903–1995) | 29 maart 1957                               | 27 juli 1960           | Macmillan I                                     | Conservative Party                                                                     | Minister voor Gemenebest Zaken |
| Harold Macmillan (1957–1963)                      | Macmillan II                  | Alec Douglas-Home                                                  | Graaf van Home Alec Douglas-Home (1903–1995) | 29 maart 1957                               | 27 juli 1960           | Lord President of the Council (1957, 1959–1960) | Conservative Party                                                                     | |
| Harold Macmillan (1957–1963)                      | Macmillan II                  |                                                                    | Quintin Hogg                                 | Burggraaf Hailsham Quintin Hogg (1907–2001) | 27 juli 1960           | 19 oktober 1963                                 | Conservative Party                                                                     | Lord President of the Council |
| Harold Macmillan (1957–1963)                      | Macmillan II                  | Minister zonder portefeuille                                       | Quintin Hogg                                 | Burggraaf Hailsham Quintin Hogg (1907–2001) | 27 juli 1960           | 19 oktober 1963                                 | Conservative Party                                                                     | |
|                                                   | Peter Carington               | Baron Carrington Peter Carington (1919–2018)                       | 19 oktober 1963                              | 16 oktober 1964                             | Conservative Party     | Alec Douglas-Home (1963–1964)                   | Douglas-Home                                                                           | Minister zonder portefeuille |
|                                                   | Frank Pakenhan                | Graaf van Longford Frank Pakenham (1905–2001)                      | 16 oktober 1964                              | 16 januari 1968                             | Labour Party           | Harold Wilson (1964–1970)                       | Wilson I                                                                               | Lord Privy Seal (1965–1966) Minister voor Koloniale Zaken (1965–1966)                                                             |
| Wilson II                                         | Frank Pakenhan                | Graaf van Longford Frank Pakenham (1905–2001)                      | 16 oktober 1964                              | 16 januari 1968                             | Labour Party           | Harold Wilson (1964–1970)                       |                                                                                        | Lord Privy Seal (1965–1966) Minister voor Koloniale Zaken (1965–1966)                                                             |
|                                                   |                               | Baron Shackleton Edward Shackleton (1911–1994)                     | 16 januari 1968                              | 19 juni 1970                                | Labour Party           | Harold Wilson (1964–1970)                       | Lord Privy Seal (1968)                                                                 | |
| Thesaurier-generaal (1968)                        |                               | Baron Shackleton Edward Shackleton (1911–1994)                     | 16 januari 1968                              | 19 juni 1970                                | Labour Party           | Harold Wilson (1964–1970)                       |                                                                                        | |
|                                                   | George Jellicoe               | Graaf Jellicoe George Jellicoe (1918–2007)                         | 19 juni 1970                                 | 5 juni 1973                                 | Conservative Party     | Edward Heath (1970–1974)                        | Heath                                                                                  | Lord Privy Seal |
|                                                   |                               | Baron Hennessy David Hennessy (1932–2010)                          | 5 juni 1973                                  | 4 maart 1974                                | Conservative Party     | Edward Heath (1970–1974)                        | Heath                                                                                  | Lord Privy Seal |
|                                                   |                               | Baron Shepherd Malcolm Shepherd (1918–2001)                        | 4 maart 1974                                 | 10 september 1976                           | Labour Party           | Harold Wilson (1974–1976)                       | Wilson III                                                                             | Lord Privy Seal |
| James Callaghan (1976–1979)                       | Callaghan                     | Baron Shepherd Malcolm Shepherd (1918–2001)                        | 4 maart 1974                                 | 10 september 1976                           | Labour Party           |                                                 |                                                                                        | Lord Privy Seal |
| James Callaghan (1976–1979)                       | Callaghan                     |                                                                    |                                              | Baron Peart Fred Peart (1914–1988)          | 10 september 1976      | 4 mei 1979                                      | Labour Party                                                                           | Lord Privy Seal |
|                                                   | Christopher Soames            | Baron Soames Christopher Soames (1920–1987)                        | 4 mei 1979                                   | 14 september 1981                           | Conservative Party     | Margaret Thatcher (1979–1990)                   | Thatcher I                                                                             | Lord President of the Council |
|                                                   |                               | Baroness Young Janet Young (1926–2002)                             | 14 september 1981                            | 11 juni 1983                                | Conservative Party     | Margaret Thatcher (1979–1990)                   | Thatcher I                                                                             | Kanselier van het Hertogdom Lancaster (1981–1982)                                                                                 |
| Lord Privy Seal (1982–1983)                       |                               | Baroness Young Janet Young (1926–2002)                             | 14 september 1981                            | 11 juni 1983                                | Conservative Party     | Margaret Thatcher (1979–1990)                   | Thatcher I                                                                             | |
|                                                   |                               | Burggraaf Whitelaw Willie Whitelaw (1918–1999)                     | 11 juni 1983                                 | 10 januari 1988                             | Conservative Party     | Margaret Thatcher (1979–1990)                   | Thatcher II                                                                            | First Secretary of State |
| Thatcher III                                      | Lord President of the Council | Burggraaf Whitelaw Willie Whitelaw (1918–1999)                     | 11 juni 1983                                 | 10 januari 1988                             | Conservative Party     | Margaret Thatcher (1979–1990)                   |                                                                                        | |
| Thatcher III                                      |                               |                                                                    | Baron Belstead John Ganzoni (1932–2005)      | 24 juli 1989                                | 28 november 1990       | Margaret Thatcher (1979–1990)                   | Conservative Party                                                                     | Lord Privy Seal |
|                                                   |                               | Baron Waddington David Waddington (1929–2017)                      | 28 november 1990                             | 10 april 1992                               | Conservative Party     | John Major (1990–1997)                          | Major I                                                                                | Lord Privy Seal |
|                                                   | John Wakeham                  | Baron Wakeham John Wakeham (1932)                                  | 10 april 1992                                | 20 juli 1994                                | Conservative Party     | John Major (1990–1997)                          | Major II                                                                               | Lord Privy Seal |
|                                                   | Robert Gascoyne-Cecil         | Markies van Salisbury Robert Gascoyne- Cecil (1946)                | 20 juli 1994                                 | 2 mei 1997                                  | Conservative Party     | John Major (1990–1997)                          | Major II                                                                               | Lord Privy Seal |
|                                                   |                               | Baron Richard Ivor Richard (1932–2018)                             | 2 mei 1997                                   | 27 juli 1998                                | Labour Party           | Tony Blair (1997–2007)                          | Blair I                                                                                | Lord Privy Seal |
|                                                   | Margaret Jay                  | Baroness Jay van Paddington Margaret Jay (1939)                    | 7 juli 1998                                  | 8 juni 2001                                 | Labour Party           | Tony Blair (1997–2007)                          | Blair I                                                                                | Lord Privy Seal |
| Minister voor Vrouwen en Gelijkheid               | Margaret Jay                  | Baroness Jay van Paddington Margaret Jay (1939)                    | 7 juli 1998                                  | 8 juni 2001                                 | Labour Party           | Tony Blair (1997–2007)                          | Blair I                                                                                | |
|                                                   |                               | Baron Williams van Mostyn Gareth Williams (1941–2003)              | 8 juni 2001                                  | 20 september 2003                           | Labour Party           | Tony Blair (1997–2007)                          | Blair II                                                                               | Lord Privy Seal (2001–2003) |
| Lord President of the Council (2003)              |                               | Baron Williams van Mostyn Gareth Williams (1941–2003)              | 8 juni 2001                                  | 20 september 2003                           | Labour Party           | Tony Blair (1997–2007)                          | Blair II                                                                               | |
| Vacant                                            |                               |                                                                    |                                              |                                             |                        | Tony Blair (1997–2007)                          | Blair II                                                                               | |
|                                                   | Valerie Amos                  | Baroness Amos Valerie Amos (1954)                                  | 6 oktober 2003                               | 27 juni 2007                                | Labour Party           | Tony Blair (1997–2007)                          | Blair II                                                                               | Lord President of the Council |
| Blair III                                         | Valerie Amos                  | Baroness Amos Valerie Amos (1954)                                  | 6 oktober 2003                               | 27 juni 2007                                | Labour Party           | Tony Blair (1997–2007)                          |                                                                                        | Lord President of the Council |
|                                                   | Catherine Ashton              | Baroness Ashton van Upholland Catherine Ashton (1956)              | 27 juni 2007                                 | 3 oktober 2008                              | Labour Party           | Gordon Brown (2007–2010)                        | Brown                                                                                  | Lord President of the Council |
|                                                   | Janet Royall                  | Baroness Royall van Blaisdon Janet Royall (1955)                   | 3 oktober 2008                               | 11 mei 2010                                 | Labour Party           | Gordon Brown (2007–2010)                        | Brown                                                                                  | Lord President of the Council (2008–2009)                                                                                         |
| Kanselier van het Hertogdom Lancaster (2009–2010) | Janet Royall                  | Baroness Royall van Blaisdon Janet Royall (1955)                   | 3 oktober 2008                               | 11 mei 2010                                 | Labour Party           | Gordon Brown (2007–2010)                        | Brown                                                                                  | |
|                                                   | Tom Galbraith                 | Baron Strathclyde Tom Galbraith (1960)                             | 11 mei 2010                                  | 7 januari 2013                              | Conservative Party     | David Cameron (2010–2016)                       | Cameron I                                                                              | Kanselier van het Hertogdom Lancaster                                                                                             |
|                                                   | Jonathan Hill                 | Baron Hill Jonathan Hill (1960)                                    | 7 januari 2013                               | 14 juli 2014                                | Conservative Party     | David Cameron (2010–2016)                       | Cameron I                                                                              | Kanselier van het Hertogdom Lancaster                                                                                             |
|                                                   | Tina Stowell                  | Baroness Stowell van Beeston Tina Stowell (1967)                   | 14 juli 2014                                 | 13 juli 2016                                | Conservative Party     | David Cameron (2010–2016)                       | Cameron I                                                                              | Lord Privy Seal |
| Cameron II                                        | Tina Stowell                  | Baroness Stowell van Beeston Tina Stowell (1967)                   | 14 juli 2014                                 | 13 juli 2016                                | Conservative Party     | David Cameron (2010–2016)                       |                                                                                        | Lord Privy Seal |
|                                                   | Natalie Evans                 | Baroness Evans van Bowes Park Natalie Evans (1975)                 | 13 juli 2016                                 | 6 september 2022                            | Conservative Party     | Theresa May (2016–2019)                         | May I                                                                                  | Lord Privy Seal |
| May II                                            | Natalie Evans                 | Baroness Evans van Bowes Park Natalie Evans (1975)                 | 13 juli 2016                                 | 6 september 2022                            | Conservative Party     | Theresa May (2016–2019)                         |                                                                                        | Lord Privy Seal |
| Boris Johnson (2019–2022)                         | Natalie Evans                 | Baroness Evans van Bowes Park Natalie Evans (1975)                 | 13 juli 2016                                 | 6 september 2022                            | Conservative Party     | Johnson I                                       |                                                                                        | Lord Privy Seal |
| Boris Johnson (2019–2022)                         | Natalie Evans                 | Baroness Evans van Bowes Park Natalie Evans (1975)                 | 13 juli 2016                                 | 6 september 2022                            | Conservative Party     | Johnson II                                      |                                                                                        | Lord Privy Seal |
|                                                   | Nicholas True                 | Baron True Nicholas True (1951)                                    | 6 september 2022                             | 5 juli 2024                                 | Conservative Party     | Liz Truss (2022)                                | Truss                                                                                  | Lord Privy Seal |
| Rishi Sunak (2022–2024)                           | Nicholas True                 | Baron True Nicholas True (1951)                                    | 6 september 2022                             | 5 juli 2024                                 | Conservative Party     | Sunak                                           |                                                                                        | Lord Privy Seal |
|                                                   | Angela Smith                  | Baroness Smith Angela Smith (1959)                                 | 5 juli 2024                                  | heden                                       | Labour Party           | Keir Starmer (2024-heden)                       | Starmer                                                                                | Lord Privy Seal |